# 詩仙堂

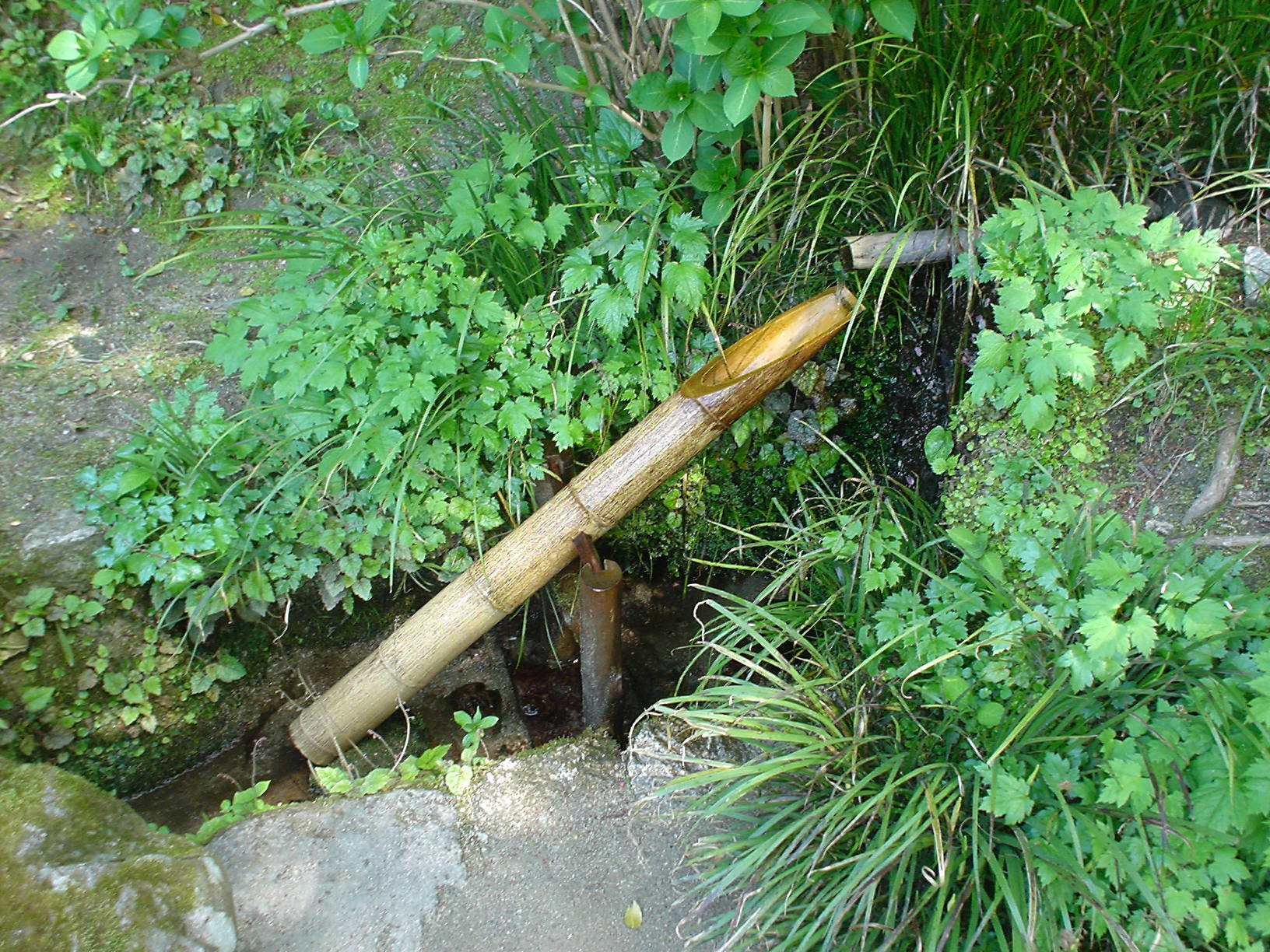
詩仙堂の添水（そうず）

詩仙堂（しせんどう）は、京都市左京区にある曹洞宗の寺院。山号は六六山。本尊は馬郎婦観音（めろうふかんのん）。現在は丈山寺という。江戸時代初期の文人石川丈山の山荘跡であり、国の史跡に指定されている。

## 歴史
詩仙堂は、徳川将軍家の家臣であった石川丈山が寛永18年（1641年）に隠居のため、59歳の時に造営した山荘である。丈山は寛文12年（1672年）に90歳で没するまでここで詩歌三昧の生活を送った。後に寺院化されると、丈山にちなんで寺名は丈山寺とされた。
詩仙堂の中心となる建物は凹凸窠（おうとつか）と呼ばれる。凹凸窠とはでこぼこの土地に建てられた住居の意味であり、建物や庭園は山の斜面に沿って作られている。丈山は建物や庭にある10個の要素を「凹凸窠十境」と見立てた。現在では凹凸窠の中にある36詩仙（大陸の詩家36人）の肖像を掲げた詩仙の間にちなんで詩仙堂と呼ばれている。詩仙は日本の三十六歌仙にならい、丈山は林羅山と意見を交わしながら漢、晋、唐、宋の各時代から選出した。肖像は狩野探幽によって描かれ、詩仙の間の四方の壁に掲げられている。
庭園造りの名手でもある丈山自身により設計された庭園「百花塢（ひゃっかのう）」は四季折々に楽しむことができ、特に春（5月下旬）のサツキと秋（11月下旬）の紅葉が有名で観光客で賑わう。縁の前に大きく枝を広げた白い山茶花も見所のひとつ。一般にししおどしとして知られる、添水（そうず）と呼ばれる仕掛けにより時折り響く音は、鹿や猪の進入を防ぐという実用性とともに、静寂な庭のアクセントになっており丈山も好んだという。

## 境内
- 凹凸窠（おうとつか） - 詩仙堂と呼ばれる。寛永18年（1641年）築。仏間もあり本堂ともなっている。詩仙の間には狩野探幽筆の36詩仙の肖像画が掲げられている。玄関上は3階建の「嘯月楼」となっており、その右手 (西側) には瓦敷の仏間と六畳、八畳の座敷、左手には四畳半の「詩仙の間」「読書の間」など多くの部屋がある。このうち嘯月楼と詩仙の間の部分のみが石川丈山の建築で、他は後世の改築である。
- 躍淵軒（やくえんけん）
- 膏肓泉（こうこうせん）
- 庭園「百花塢（ひゃっかのう）」 - 丈山による作庭。
- 僧都（添水、そうず） -　ししおどし。ししおどしは丈山が考案したという。
- 洗蒙瀑（せんもうばく）
- 流葉はく（りゅうようはく）
- 残月軒
- 十方明峰閣（坐禅堂）
- 中門「老梅関」
- 山門「小有洞（しょうゆうどう）」

## 文化財

### 国指定史跡
- 詩仙堂

## 交通アクセス
- 車 門前や途中にいくつかの民間の有料駐車場・コイン駐車場があるので、それらを使用する。
- バス 京都市営バス5・北8系統、京都バス18・56系統 「一乗寺下り松町」下車 東へ約300m
- 鉄道 叡山電鉄叡山本線一乗寺駅下車 東へ約600m